# Masaryk-Ring
Der Masaryk-Ring (tschechisch Masarykův okruh) war eine Motorsport-Rennstrecke, die in unterschiedlichen Längen und Versionen von 1930 bis 1986 am westlichen Stadtrand von Brünn in Tschechien bestand.
Benannt war sie nach Tomáš Garrigue Masaryk, dem ersten Staatspräsidenten der Tschechoslowakei.

## Geschichte

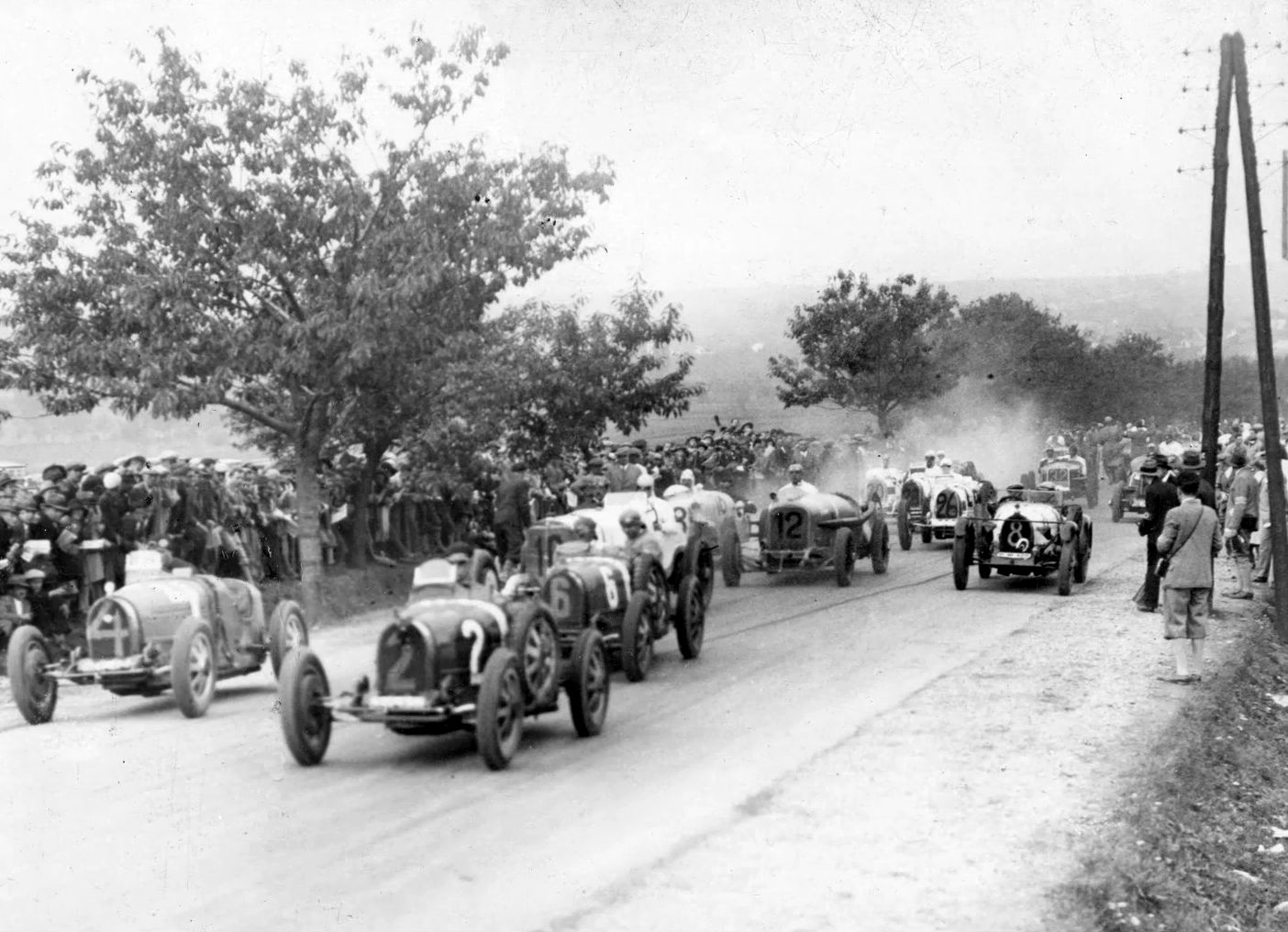
Start des ersten Rennens auf dem Masaryk-Ring 1930

Die ursprüngliche Strecke des Masaryk-Ringes wurde am 28. September 1930 mit dem Automobilrennen um den erstmals ausgetragenen Großen Preis der Tschechoslowakei eröffnet. Sie bestand aus öffentlichen Straßen, die für die Rennen gesperrt wurden und hatte eine Länge von 29,194 km. Start und Ziel befanden sich bei Bosonohy, von dort aus verlief die Strecke entgegen dem Uhrzeigersinn über Staatsstraßen zwischen Ostrovačice und Žebětín durch die Wälder Podkomorské lesy. Die ersten Sieger wurden Heinrich-Joachim von Morgen und Hermann zu Leiningen auf Bugatti T35B. 1932 und 1933 gewann Ernst Günther Burggaller das Rennen in der Klasse bis 1500 cm³. Bis 1937 fand auf der Piste regelmäßig der Masaryk-Grand-Prix statt.
Nach dem Zweiten Weltkrieg wurde die Strecke auf 17,8 km verkürzt und nun mit dem Uhrzeigersinn befahren. Im Jahr 1949 fand das erste Rennen, der Große Preis der Tschechoslowakei für Automobile, auf dem neuen Kurs statt. Vor 400.000 Zuschauern siegte der Engländer Peter Whitehead auf Ferrari. 1950 wurde der Große Preis der Tschechoslowakei für Motorräder erstmals auf der Strecke ausgetragen. Ab den 1950er Jahren dominierten die Motorradrennen, da die Regierung Autorennen als bourgeois betrachtete. In den Jahren von 1956 bis 1958 gab es mit dem Deutschen Hans Baltisberger, dem Franzosen Michel Mouty, dem Schweden Valle Lundberg sowie dem französisch-deutschen Gespann-Duo Jacques Drion / Inge Stoll-Laforge insgesamt fünf Todesopfer bei den Motorradrennen zu beklagen.

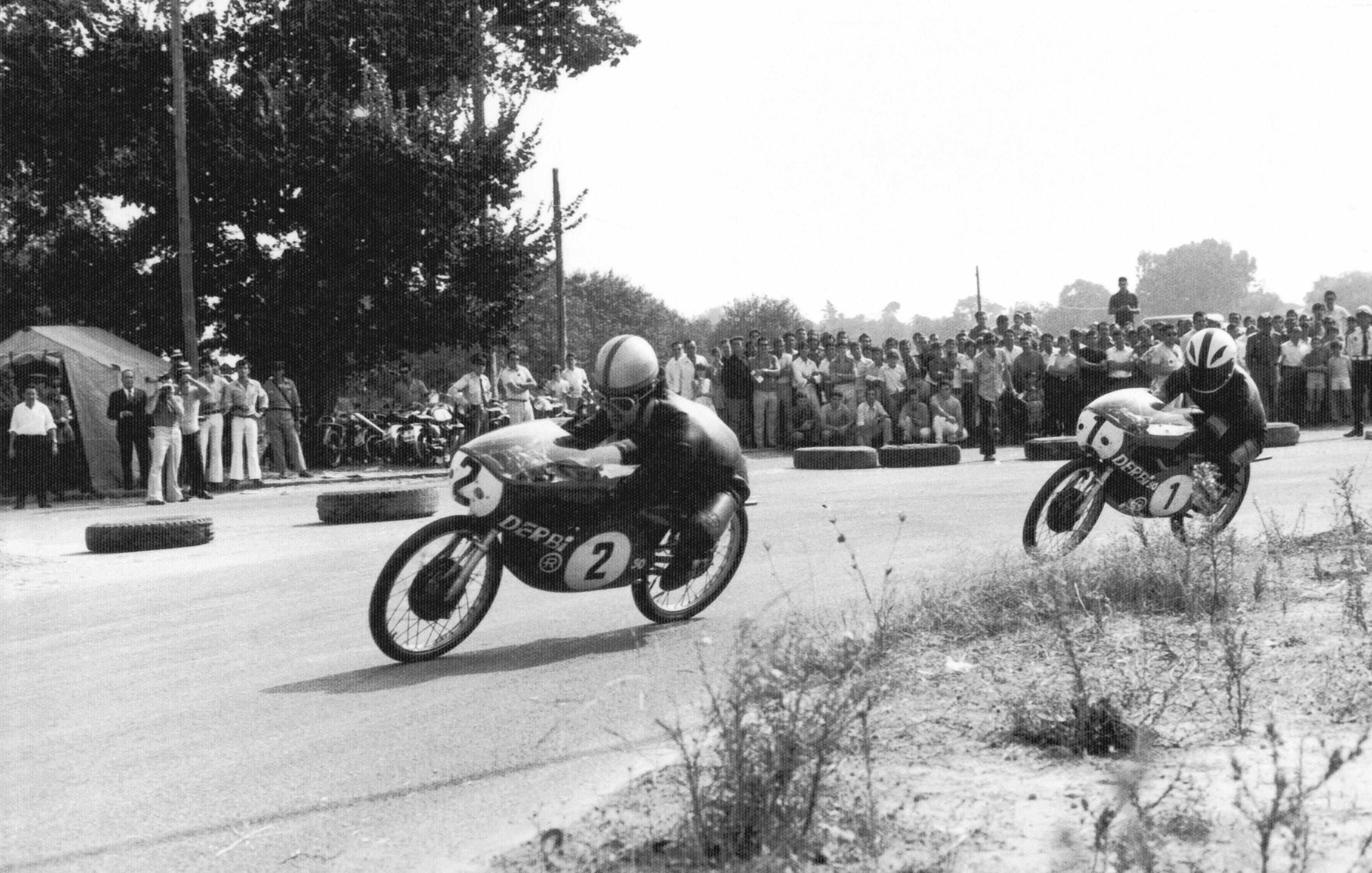
Juan Parés und Ángel Nieto beim Grossen Preis der Tschechoslowakei für Motorräder 1971

Zur Saison 1965 wurde der Masaryk-Ring komplett umgebaut und auf 13,9 km verkürzt. In diesem Jahr gastierte erstmals die Motorrad-Weltmeisterschaft im Rahmen des Grand Prix der Tschechoslowakei. Später nutzten neben der Motorrad-WM auch die Tourenwagen-Europameisterschaft, Formel Junior (später Formel 3) und somit Formel-1-Größen wie Jochen Rindt, Niki Lauda und Denis Hulme die Strecke, die nun die westlichen Ausläufer Brünns passierte und daher zahlreiche Ortsdurchfahrten beinhaltete.
Ab 1975 wurde der Masaryk-Ring wiederum verkürzt, diesmal auf 10,925 km, und nur noch der westliche Teil der bis dahin befahrenen Strecke genutzt, was durch die Vermeidung der gefährlichen Ortsdurchfahrten eine erhebliche Steigerung der Streckensicherheit mit sich brachte. Bis einschließlich 1982 gastierte die Motorrad-Weltmeisterschaft auf der Piste. Danach entsprach sie nicht mehr den verschärften Sicherheitsbestimmungen der FIM, weshalb der Große Preis der Tschechoslowakei auch seinen WM-Status verlor und fortan nur noch zur Motorrad-Europameisterschaft zählte.
Die Zeit des alten Masaryk-Ring endete 1986. Im Juni 1987 wurde mit dem Automotodrom Brno eine permanente Rennstrecke innerhalb des alten Straßenkurses eröffnet, die etwa 10 km von den Boxenanlagen des alten Ringes entfernt liegt.
Heute sind die öffentlichen Straßen, aus denen die Strecke bestand, noch zum größten Teil befahrbar.

## Weblinks

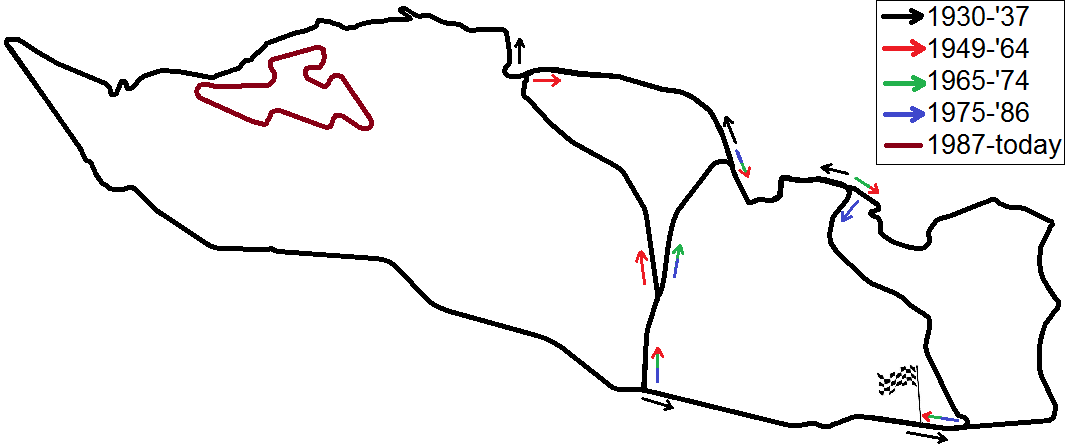
Alle Varianten des Masaryk-Ring bzw. Automotodrom Brno.